# Kazungula, Botswana
Ej att förväxla med Kazungula, Zambia eller Kazungula, Zimbabwe
Kazungula är en ort (village) i distriktet Chobe i norra Botswana. 